# Árulás (Frakk, a macskák réme)
Az Árulás a Frakk, a macskák réme című rajzfilmsorozat első évadjának hatodik része.

## Cselekmény
Frakk mindig összejárja a tornácot a sáros lábnyomaival, ezért Károly bácsi megfenyegeti, hogyha még egyszer ezt csinálja, a pincébe zárja őt. Később aztán újra és újra titokzatos lábnyomok bukkannak fel a tornácon, de már nem Frakk hibájából. A derék vizsla felteszi magának, hogy megtalálja a bűnöst.

## Alkotók
- Rendezte: Cseh András, Macskássy Gyula
- Írta: Bálint Ágnes
- Zenéjét szerezte: Pethő Zsolt
- Hangmérnök: Bársony Péter
- Vágó: Czipauer János
- Tervezte: Várnai György
- Háttér: Szálas Gabriella
- Asszisztens: Spitzer Kati
- Színes technika: Dobrányi Géza, Fülöp Géza
- Gyártásvezető: Ács Karola
- Produkciós vezető: Gyöpös Sándor, Kunz Román

Készítette a Magyar Televízió megbízásából a Pannónia Filmstúdió

## Szereplők
- Frakk: Szabó Gyula
- Lukrécia: Schubert Éva
- Szerénke: Váradi Hédi
- Károly bácsi: Rajz János
- Irma néni: Pártos Erzsi